# Vitalij Szerhijovics Mikolenko
Vitalij Szerhijovics Mikolenko (ukránul: Віталій Сергійович Миколенко; Cserkaszi, 1999. május 29. –) ukrán válogatott labdarúgó, az Everton játékosa.

## Pályafutása

### Klubcsapatban
A Dinamo Kijiv saját nevelésű játékosa. 2017. augusztus 20-án a Sztal Kamjanszke ellen debütált a bajnokságban, a találkozott 4–1-re nyerték meg. Október 25-én az ukrán kupában mutatkozott be az Olekszandrija ellen. Egy évvel később az Európa-ligában is bemutatkozott a francia Stade Rennais elleni csoportmérkőzésen. November 8-án első gólját szerezte meg a klub színeiben a Stade Rennais elleni visszavágó mérkőzésen. 2019. október 20-án a bajnokságban is megszerezte első gólját az Olekszandrija ellen.
2022. január 1-jén az angol Everton csapatába szerződött 4,5 évre.

### A válogatottban
Végigjárta a korosztályos válogatottakat. Részt vett az Azerbajdzsánban megrendezett 2016-os U17-es labdarúgó-Európa-bajnokságon. A 2018-as U19-es labdarúgó-Európa-bajnokságon is részt vett, ahol továbbjutottak a 2019-es U20-as labdarúgó-világbajnokságra. 2018. november 20-án Törökország ellen mutatkozott be a felnőtt válogatottban, kezdőként végig a pályán volt.

## Sikerei, díjai

### Klub
- Dinamo Kijiv
  - Ukrán Premier League: 2020–21
  - Ukrán kupa: 2019–20, 2020–21
  - Ukrán szuperkupa: 2019, 2020

### Egyéni
- Az Ukrán bajnokság legjobb fiatal játékosa: 2018–19, 2019–20

## Külső hivatkozások
- Vitalij Szerhijovics Mikolenko adatlapja a Soccerway oldalon (angolul)
- Vitalij Mikolenko adatlajpa a Transfermarkt oldalon (angolul)